# Cevat Başaran
Cevat Başaran (* 20. Januar 1959 in Bayramiç) ist ein türkischer Klassischer Archäologe.

## Leben
Cevat Başaran studierte ab 1976 an der Atatürk Üniversitesi in Erzurum bei Fahri Işık (Lisans 1980, Yüksek Lisanz 1982, Promotion 1987). Ab 1981 war er dort Assistent, ab 1987 Yardımcı Doçent, ab 1991 Doçent und seit 1994 Professor. 
Nachdem er 1997, 1999 und 2002 dort bereits Surveys durchgeführt hatte, leitete er von 2005 bis 2014 die Ausgrabungen in Parion in der nördlichen Troas, die Ausgrabung übernahm sein Schüler Vedat Keleş.

## Veröffentlichungen (Auswahl)
- Anadolu Kompozit Başıkları. Arkeoloji ve Sanat Yayınları, Istanbul 1999, ISBN 975-6899-36-0.
- Parion. The Flourishing City of Ancient Troad. Surveys, Excavation and Restoration Works carried out between 1997–2009. Ege Yayınları, Istanbul 2015, ISBN 978-605-4701-79-7.
- mit Vedat Keleş: Parion Kazıları 10. Yıl Armağanı. Ankara 2015, ISBN 978-605-65601-5-6.
- mit H. Ertuğ Ergürer (Hrsg.): Roman Theater of Parion. Excavations, architecture and finds from 2006–2015 campaigns. (= Parion Studies Bd. 1). Ege Yayınları, Istanbul 2018, ISBN 978-605-68688-0-1.
- Parion Bronz Amphora – Situlsı. (= Parion Studies Bd. 2). Arkeoloji ve Sanat Yayınları, Istanbul 2021, ISBN 978-605-396-514-5.